# Otto Fuchs
Otto Fuchs (1911-2000) est un peintre et graphiste allemand. Connu aussi sous le nom de Akt-Fuchs, il fut actif dans la seconde moitié du XXe siècle.

## Biographie
Otto Fuchs naît le 27 juillet 1911, à Metz, une ville de garnison animée d'Alsace-Lorraine. Otto a sept ans à la fin de la Première guerre mondiale, lorsque sa famille doit quitter la Lorraine pour la région de la Ruhr.
Après avoir obtenu son diplôme d'études secondaires, Otto étudie l'art et la peinture à l'école Folkwang. En 1930, Otto Fuchs rencontre Richard Graef à Dachau, en Bavière. Sur ses conseils, il s'y installe en 1938. Il habite alors en face de la villa du peintre Hermann Stockmann. En 1964, il devient le premier président de l'Association des artistes de Dachau.
Otto Fuchs décéda le 1er octobre 2000 à Munich en Bavière.

## Son œuvre
Otto Fuchs a peint particulièrement des nus, en s'inspirant de l'Antiquité et du classicisme. Il préfère les thèmes mythologiques et peint généralement les femmes comme des sibylles, des déesses ou des allégories. Outre des nus, Otto Fuchs a également peint la ville de Dachau et des paysages bavarois.

## Œuvres
- Junge Dachauerin an einem Tümpel im Dachauer Moos.
- Abenddämmerung über Dachau.
- Die Dachauer Malerin Maria Langer-Schöller, dans Atelier.
- Die Dachauer Kunstgöttin.
- Der Dachauer Wochenmarkt.
- Der Pfarrplatz mit der Wieningerstraße.
- Winterfriede in der KZ-Gedenkstätte.
- Allegorie über die Morgenröte und die Abendröte mit zwei Frauen.
- Eine milde Mondnacht beim hölzernen Amperwehr in Dachau.
- Der Blick auf die Dachauer Altstadt.
- Eine Spaziergängerin im Dachauer Hexengasserl.
- Drei Grazien im Hühnerhof.
- Eine schöne Dachauerin am Atelierfenster.
- Sinnende.
- Stadtansicht Dachau.
- Blick auf Mitterndorf.